# Neathyrma iridescens
Neathyrma iridescens är en fjärilsart som beskrevs av Paul Dognin 1914. Neathyrma iridescens ingår i släktet Neathyrma och familjen nattflyn. Inga underarter finns listade i Catalogue of Life.